# Slot van Riga
Het Slot van Riga (Lets: Rīgas pils) is een kasteel in het centrum van Riga, de hoofdstad van Letland. Het is gelegen aan de oevers van de Westelijke Dvina, de rivier die Riga doorkruist.
Het kasteel werd gesticht in 1330, als gevolg van een verdrag tussen de stad Riga en de Lijflandse Orde, en werd in de periode tussen 1497 en 1515 grondig gerenoveerd. Tussen de 17e en de 19e eeuw werd het kasteel verder uitgebreid en voorzien van meer verdedigingskunstwerken. In de jaren 30 van de 20e eeuw werd het slot opnieuw gerenoveerd, onder leiding van architect Eižens Laube. 
Tegenwoordig is het Slot van Riga de officiële verblijfplaats van de president van Letland en huisvest het enkele musea. Op 20 juni 2013 werd een groot gedeelte van het kasteel verwoest door een brand.